# Villa Sarmiento (Buenos Aires)
Villa Sarmiento es una localidad del partido de Morón, ubicado en la provincia de Buenos Aires, Argentina. Forma parte del aglomerado urbano del Gran Buenos Aires.

## Historia

### Historia previa
La zona fue llamada el Alto Redondo hasta el siglo XIX, posiblemente por alguna ondulación en el terreno. Durante la segunda mitad del siglo XVIII, el Alto Redondo gozaba de conexiones con la región. No solo estaba vinculado al nuevo Camino Real, también conocido como Camino de Gaona desde sus inicios, sino que también se encontraba unido al cercano pueblo de Morón, que surgió alrededor de 1770.
En tiempos de Juan Manuel de Rosas, se conocía a la zona como La Figura, por una estancia que se encontraba en la zona.
En 1808, Francisco Ramos Mejía compró tierras que ocupaban gran parte del actual territorio del partido de La Matanza. El área que se convirtió en la actual Villa Sarmiento conformaba los «fondos» de esa chacra, que se conocería como Los Tapiales. Posteriormente los hijos de Ramos Mejía heredaron y dividieron la propiedad. En 1858 donaron los terrenos para la instalación de la estación ferroviaria que recibió su nombre y comenzaron a vender parte de sus tierras. La estación fue construida cerca del límite de los partidos de Morón y La Matanza, en tierras de este último, a escasas cuadras de la futura Villa Sarmiento. Gracias a la estación, la zona se convirtió en una de las primeras vinculadas al ferrocarril en la Argentina, apenas un año después de su llegada con la inauguración del Ferrocarril del Oeste.

### Loteos y temprana urbanización
Los loteos que darían impulso a la naciente localidad comenzaron en 1893. Entre ese año y 1930 se registraron 197 ventas a particulares, con un total de 663 lotes vendidos. Villa Sarmiento es una de las zonas del partido de Morón donde las subdivisiones de terrenos y la consiguiente urbanización fueron muy tempranas. Ya en 1918 contaba con más de 50 cuadras adoquinadas, siendo así una de las primeras zonas del partido en contar con calles pavimentadas. Sumado a la pavimentación, otros atractivos que se promocionaban para la venta de lotes eran la disponibilidad de luz eléctrica y la cercanía al ferrocarril.
En la primera época de los loteos (décadas de 1890 y 1900) recibió el nombre de Villa Mormanno, impuesto por Arcidiácono, iniciador de los loteos en 1893, en honor a su aldea natal en Italia.
Muchos de aquellos primeros lotes se destinaron a viviendas familiares y también al establecimiento de quintas para el cultivo de flores y hortalizas, y de veraneo. Los primeros vecinos, en especial los inmigrantes italianos y portugueses, cultivaban la tierra y comercializaban sus productos. Entre las más notables quintas estaban las de Lalanne, Divito, Bonelli (una quinta de verduras en el actual predio del shopping Al Oeste) y el «Pinar de Rocha».
Otra característica de esos tiempos era la llegada de habitantes de la ciudad de Buenos Aires que sufrían de problemas pulmonares y respiratorios, por recomendación médica, para mejorar su salud alejados del aire contaminado de las zonas urbanizadas.
A comienzos del siglo XX se fundaron asociaciones barriales que permitieron la cooperación entre los vecinos. La Sociedad de Socorro Mutuo y Cultura Juventud Unida se fundó en 1900 y por su carácter «cosmopolita» incluía miembros de distintas nacionalidades, aunque con predominio de los italianos. El 4 de abril de 1909 se constituyó la Comisión de Fomento Villa Progreso, actual Asociación de Fomento Villa Sarmiento.
Por resolución municipal del 2 de abril de 1911 se impuso al pueblo el nombre de Villa Sarmiento, como homenaje a Domingo Faustino Sarmiento en el año centenario de su nacimiento.

### Desde mediados delsigloXX
Para la década de 1930, los loteos económicos ofrecieron a los sectores de bajos ingresos la posibilidad de acceder a una vivienda propia, ya sea a través de la autoconstrucción o de préstamos hipotecarios. Sin embargo, también fueron explotados por el sector inmobiliario con fines especulativos.

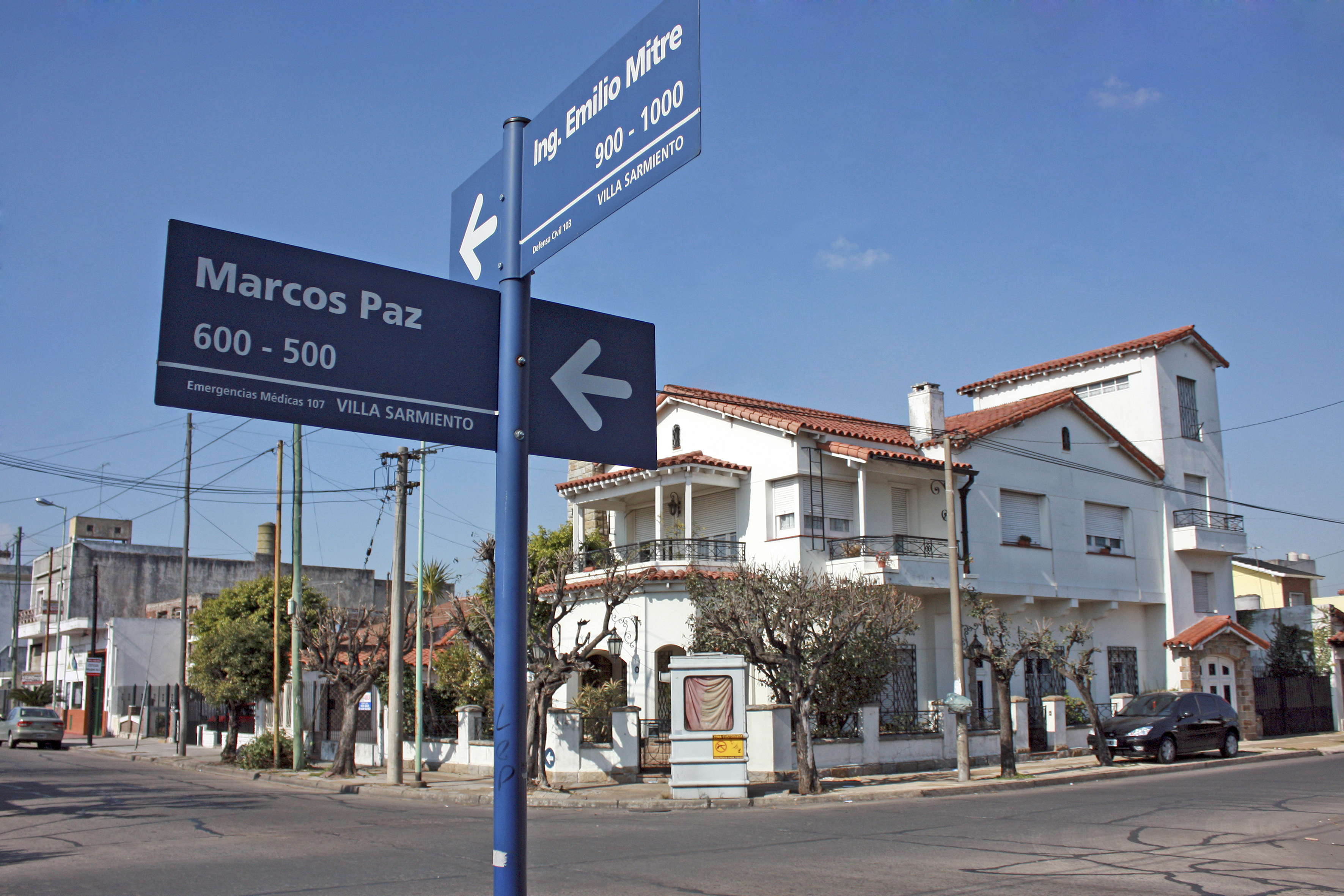
Residencia de dos plantas de estilo chalet californiano en la esquina de Marcos Paz y Emilio Mitre.

A mediados del siglo XX, Villa Sarmiento se caracterizó por una población predominantemente de clase media y alta, quienes habitaban principalmente en chalets californianos, un nuevo tipo de vivienda característico de la época, que transformó la imagen de algunos barrios del conurbano. Durante las décadas de 1940 y 1950, la oferta de terrenos en Villa Sarmiento continuó, aunque a un ritmo más lento debido al avance de la urbanización en la zona. A la disminución de la oferta de terrenos se sumó un aumento significativo en su precio, lo que dificultó aún más el acceso a la compra.
Con el paso de las décadas, Villa Sarmiento experimentó una completa transformación hacia una zona urbana y residencial, caracterizada por una población perteneciente a los sectores medio y medio alto.

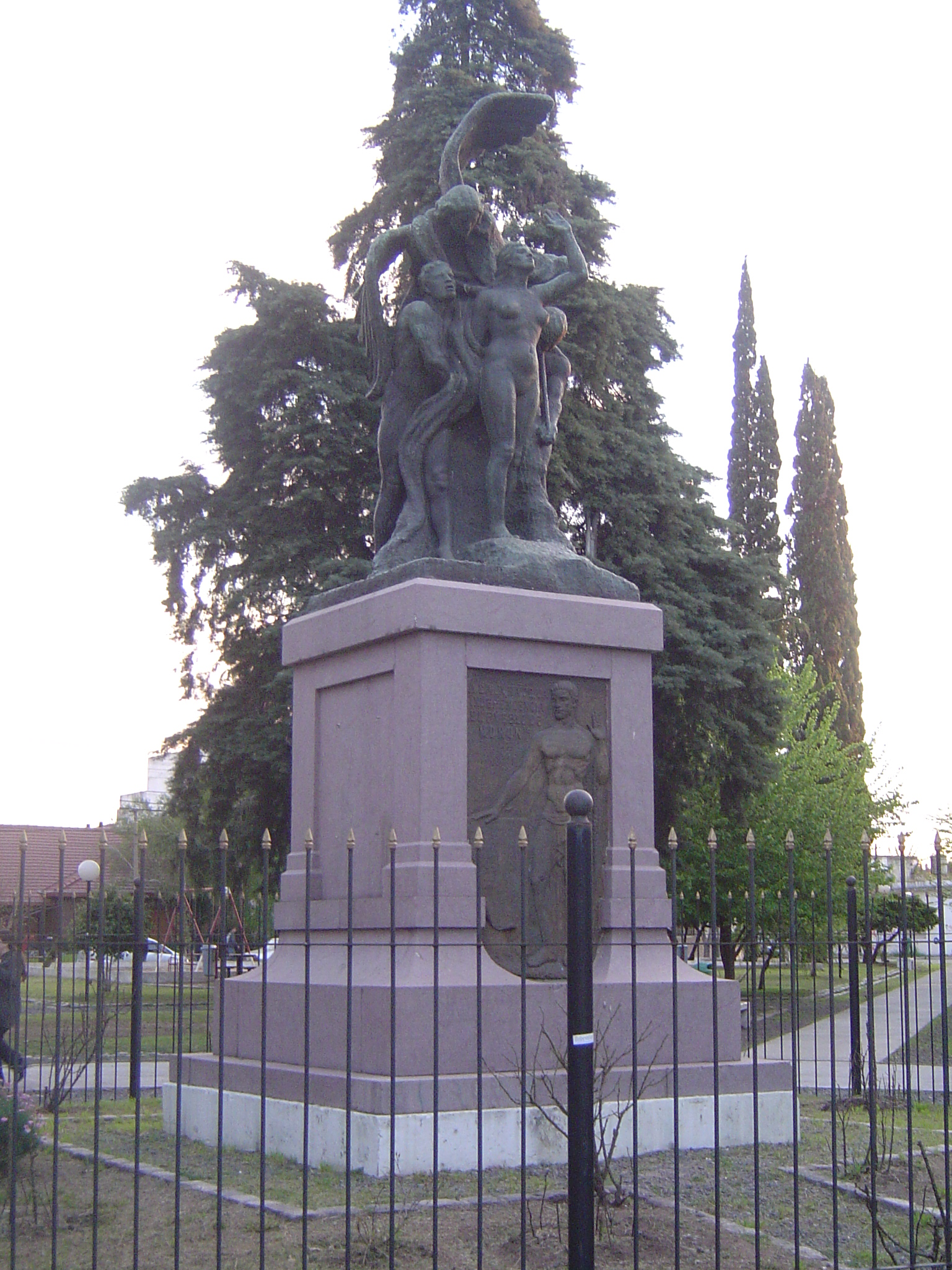
Monumento a la Independencia en la plaza Alsina.

El 7 de mayo de 1950 se inauguró la plaza Alsina. Como parte de la nueva plaza, allí se trasladó el Monumento a la Independencia que desde 1937 ocupaba el lugar central en la plaza de Morón.
A comienzos de la década de 1970, sobre todo en la avenida Gaona compartida con la localidad de Ramos Mejía, se concentraron boliches, boîtes y pubs, que conformaron un centro para la vida nocturna, quizás el más concurrido del oeste del Gran Buenos Aires por esos años y en competencia con los boliches de la Capital Federal. De esos primeros boliches, se mantiene Pinar de Rocha, inaugurado como discoteca en 1969, que fue escenario de figuras de la música nacional e internacional.
En 1989 se reformaron los límites de las localidades del partido de Morón, y con ello Villa Sarmiento dejó de tener dentro de sus límites al Hospital Posadas y los cercanos barrios Carlos Gardel y Presidente Sarmiento, que pasaron a la localidad de El Palomar.
El tramo Liniers-Morón de la autopista Acceso Oeste, que atraviesa la localidad, fue inaugurado el 1 de septiembre de 1998, tras una larga construcción que no estuvo exenta de quejas por parte de los vecinos de Villa Sarmiento.

## Geografía

Localización de Villa Sarmiento en el partido de Morón.

Villa Sarmiento se encuentra en el este del partido de Morón. Se la suele incluir dentro del llamado «primer cordón» del Gran Buenos Aires, a unos 16 km al oeste de la zona céntrica de la Ciudad de Buenos Aires. Tiene una superficie de 2,55 km² repartida en 203 manzanas, siendo sus límites: al norte las calles Lambaré, av. Guillermo Marconi, Marcos de Alarcón (colectora de Acceso Oeste), Presidente Arturo Umberto Illia, Julián Portela y Acayuasa; al este la av. Díaz Vélez; al sur las calles Almirante Eduardo O'Connor, Doctor Saturnino Segurola, Azopardo, avenida Presidente Juan Domingo Perón (ex Gaona), Juan Chassaing y avenida Rivadavia («Segunda Rivadavia»); y al oeste Doctor Luis Güemes y avenida Presidente Juan Domingo Perón.

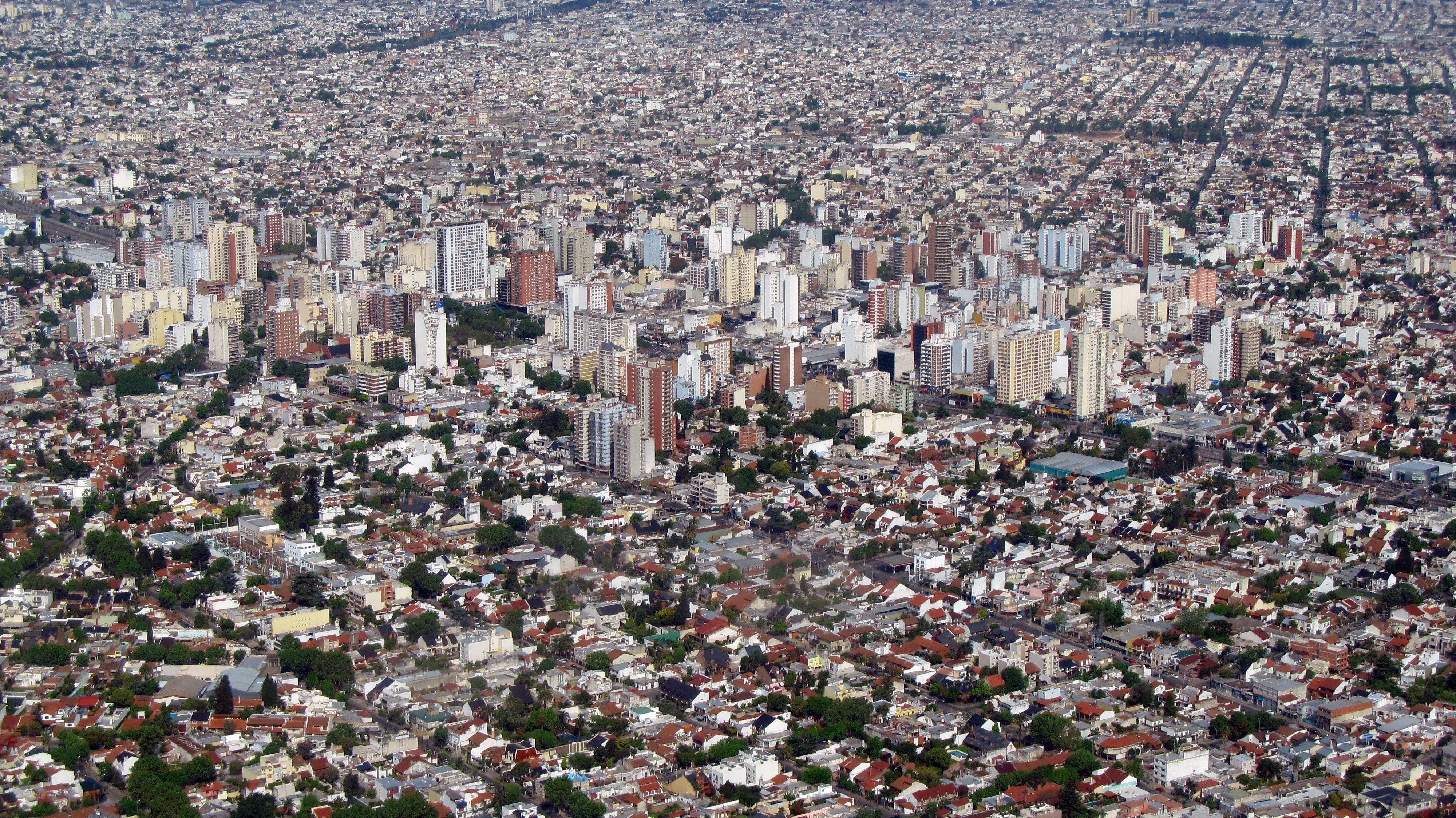
Vista aérea centrada en los edificios de altura del centro de Ramos Mejía. En la parte inferior de la imagen, se observa un sector de Villa Sarmiento.

Limita al noroeste con la localidad de El Palomar, al noreste con las localidades de Caseros y Ciudadela (ambas del partido de Tres de Febrero), al sur con Ramos Mejía (partido de La Matanza) y al sudoeste con Haedo. La localidad tiene una estrecha integración con las vecinas ciudades de Haedo y Ramos Mejía, en parte por no poseer un centro comercial propio.
La localidad es atravesada por el arroyo Catanga, entubado desde finales de la década de 1930, que nace en Haedo y es afluente del arroyo Maldonado. El arroyo pasa en cercanías del límite sur de Villa Sarmiento. Según una versión este curso de agua fue nombrado así por unos escarabajos («bicho catanga») que formaban parte del ecosistema. También dio a la zona el antiguo nombre de La Catanga.

## Población
De acuerdo con el censo de 2022, su población registrada en viviendas particulares era de 18.375 habitantes.
Según el censo de 2010, su población era de 17.481 habitantes, ubicándose como la localidad con menos habitantes de las cinco que componen el partido de Morón. Esto representa un aumento del 0,3 % respecto a los 17.422 registrados en el anterior censo de 2001.
| Gráfica de evolución demográfica de Villa Sarmiento entre 1991 y 2010 |
|                                                                       |
| Fuente: Censos nacionales del INDEC                                   |

## Educación

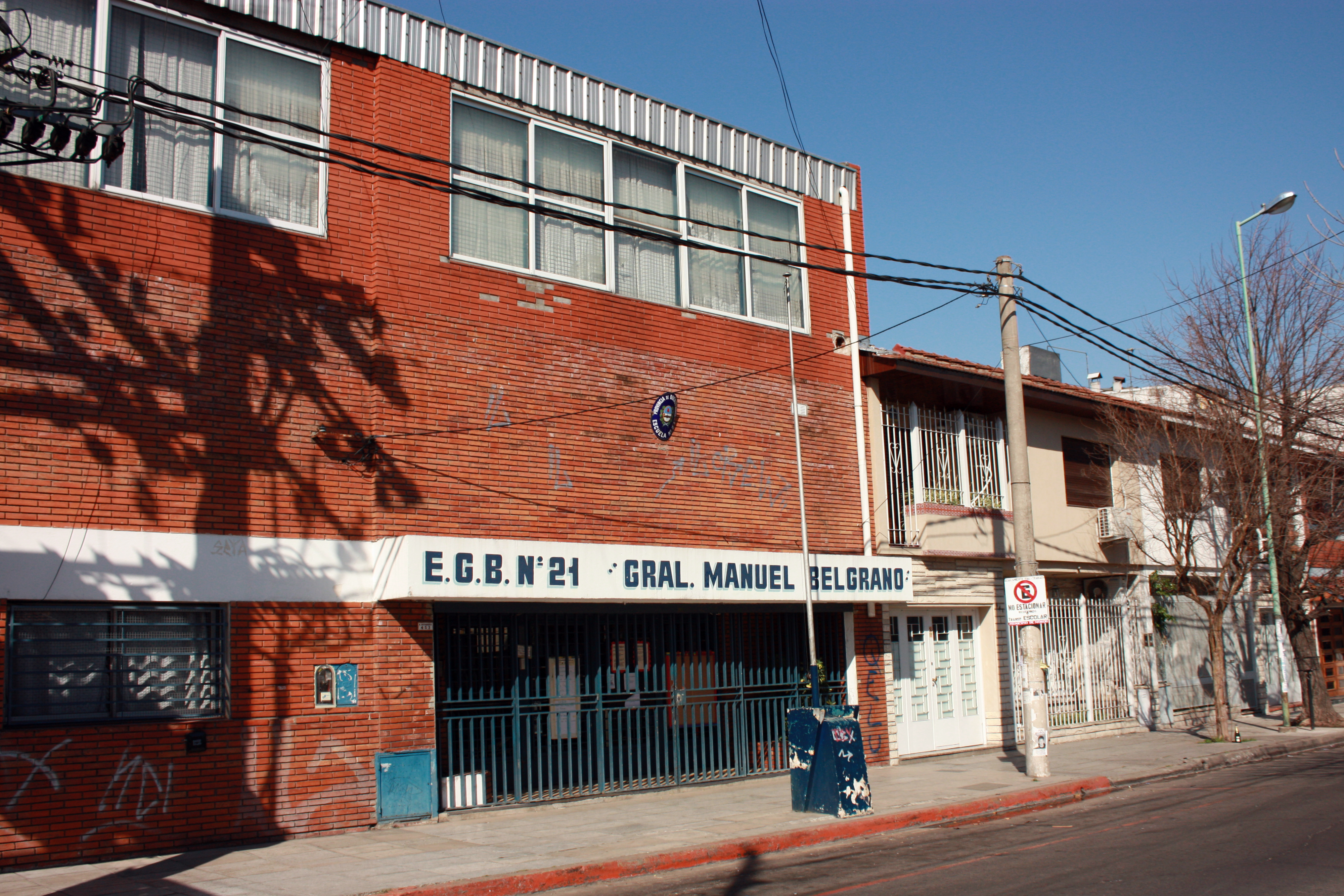
Escuela n.° 21 Manuel Belgrano

En la localidad se establecieron cuatro escuelas públicas primarias, las escuelas n.° 11, 21, 24 y 65 (luego n.°98).
El Colegio Ward, fundado en 1913 en Buenos Aires, adquirió en la localidad un predio de alrededor de 15 manzanas que abrió sus puertas en 1933, constituyéndose como una institución privada de referencia para la clase acomodada de la Capital y la Zona Oeste.

## Entretenimiento

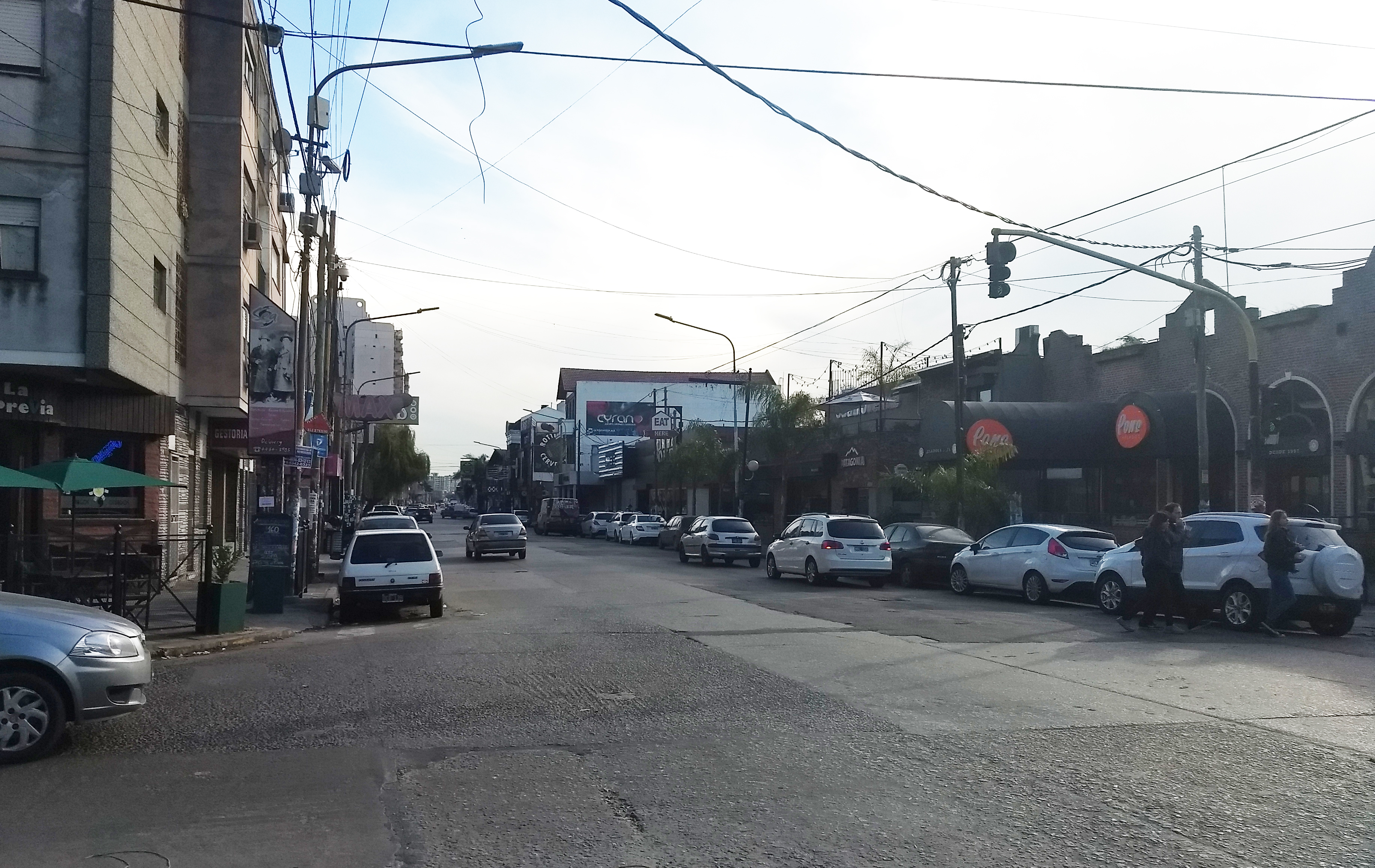
Avenida Presidente Juan Domingo Perón (ex Gaona), compartida con Ramos Mejía.

En torno a la avenida Presidente Juan Domingo Perón (ex Gaona), compartida con la localidad de Ramos Mejía, se extiende un polo de locales ligados a la actividad nocturna, como boliches, bares y locales de comida. Fuera de esa zona pero a pocas cuadras, se mantiene uno de los primeros establecimientos de su tipo en la zona, Pinar de Rocha.
En 1997 se inauguró Showcenter, un shopping y complejo de entretenimiento con salas de cine y otros atractivos, que se convirtió rápidamente en una referencia en el oeste del Gran Buenos Aires. En la década de 2000, el complejo sufrió un declive en su popularidad y oferta y fue renombrado como Al Oeste.

## Transporte
Por Villa Sarmiento pasa la autopista Acceso Oeste, en sus kilómetros 15 y 16. Otras arterias importantes que cruzan la localidad son 3 de Febrero, Lambaré, Doctor Luis Güemes y las avenidas Díaz Vélez, Presidente Arturo Illia y Presidente Juan Domingo Perón (ex Gaona).
Las líneas de colectivo que recorren Villa Sarmiento son: 1 135 146 166 181 182 302 326 343 386 390

## Política
Villa Sarmiento se corresponde con el circuito electoral 670 del partido de Morón. En la segunda vuelta de las elecciones presidenciales de 2023, Javier Milei obtuvo 5314 votos (59,10 %), mientras que Sergio Massa recibió 3677 votos (40,90 %) en el circuito, con una participación del 79,3 %.

## Instituciones deportivas y vecinales
- Asociación de Fomento de Villa Sarmiento
- Centro Social y Recreativo Español
- Social Club Villa Sarmiento
- Ramos Mejía Lawn Tennis Club
- Centro Cultural y Deportivo Israelita de Ramos Mejía (CIR)
- Unión General Armenia de Cultura Física
- Club 25 de Mayo
- Club 9 de Julio

## Religión

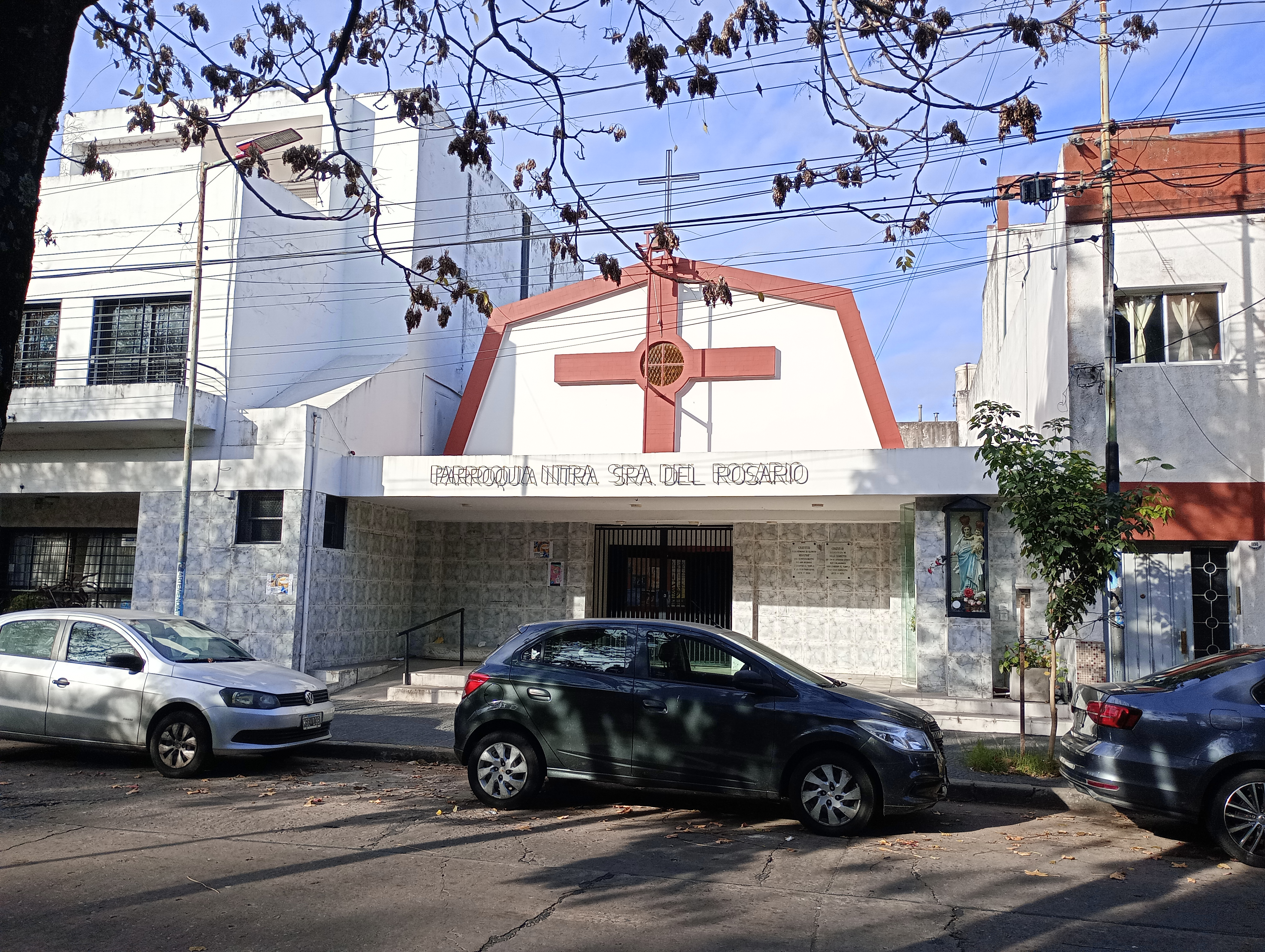
Parroquia Nuestra Señora del Rosario

La localidad pertenece a la diócesis de Morón de la Iglesia católica. Sus parroquias son Nuestra Señora del Rosario (erigida en 1969) y Santa Mónica (erigida en 1983). La congregación de Religiosas de María Inmaculada se instaló en la década de 1940 en la llamada Villa María Inmaculada, donde cuentan con la capilla Nuestra Señora de la Merced, bendecida en 1945.
En 1966, la Iglesia de Jesucristo de los Santos de los Últimos Días organizó en Villa Sarmiento la sede de una de las primeras estacas de la Iglesia en Buenos Aires. La congregación de fieles se reúne en la zona desde 1947 con la denominación de Barrio Ramos Mejía, pero a partir de 1966, comenzó a dirigir desde el edificio ubicado en la calle Dolores, a otras congregaciones aledañas de la Zona Oeste del Gran Buenos Aires (Misión Argentina Buenos Aires Oeste).[cita requerida]
En el cruce de las calles Madero y Concejal Héctor Coucheiro (ex Suiza) se encuentra una capilla de confesión metodista, perteneciente al Colegio Ward.

## Personas destacadas

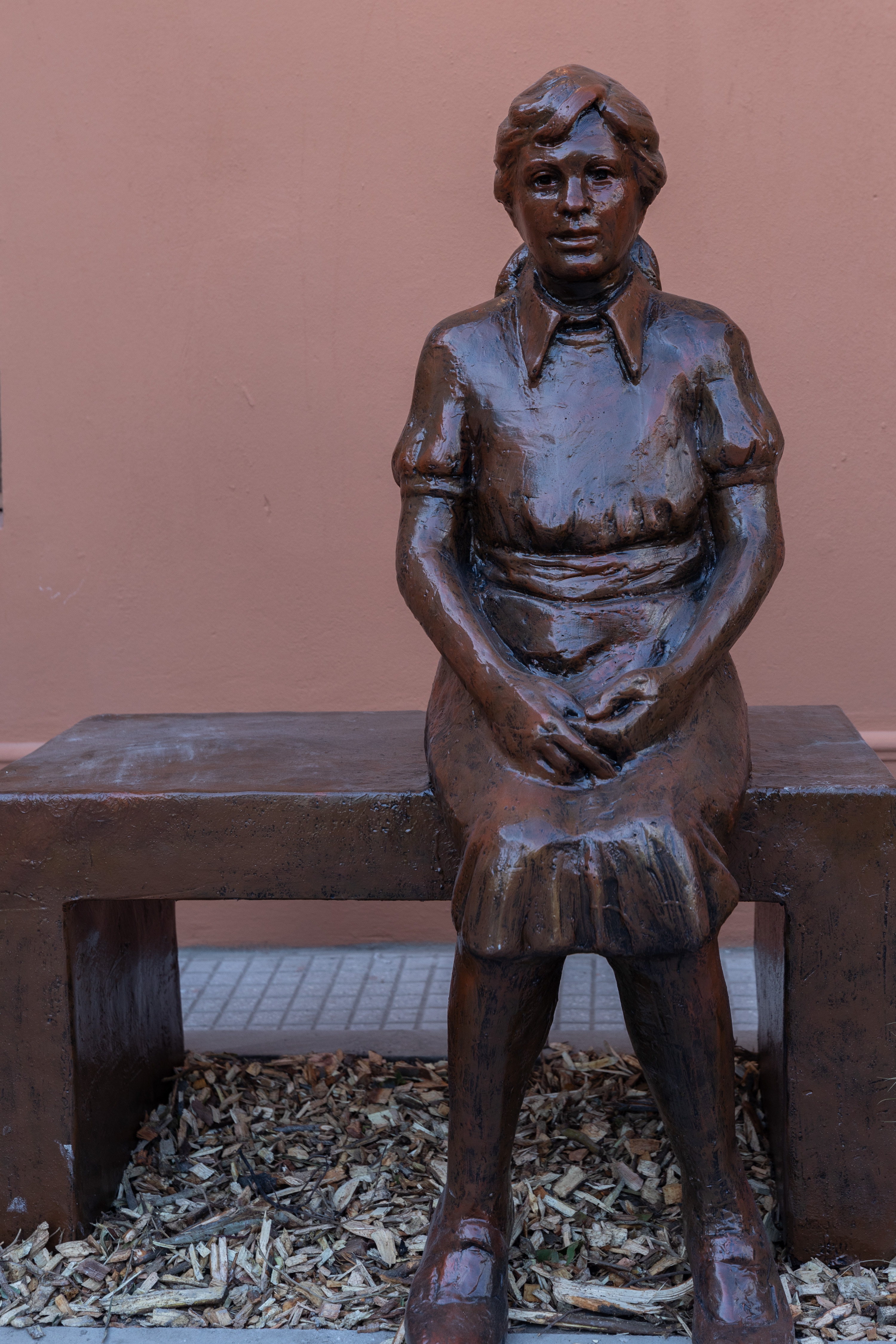
Estatua de María Elena Walsh en la Casa Museo.

- Bizarrap, DJ y productor discográfico.[39][40]
- Ernesto Cabeza, músico, integrante de Los Chalchaleros, se radicó en la localidad.[41]
- Horacio Coppola, fotógrafo, se instaló en Villa Sarmiento junto a su esposa Grete Stern en 1940.[42]
- Chino Leunis, presentador, locutor y periodista.[43]
- Fanny Mandelbaum, periodista, vivió su infancia y adolescencia en la localidad.[44]
- Grete Stern, fotógrafa, se radicó junto a su esposo Horacio Coppola y tras su separación, continuó viviendo en la localidad hasta 1966.[45]
- María Elena Walsh, escritora y cantautora, vivió desde su nacimiento en la localidad hasta 1943. Asistió a la Escuela primaria n.º 21 Manuel Belgrano. Su casa de la infancia alberga un museo, inaugurado en 2023.[46]